# Ituri
Ituri é uma província localizada no nordeste da República Democrática do Congo. É nela que se localiza a Floresta de Ituri e o Rio Ituri. Tem uma população de 4.241.236 habitantes, em uma área de aproximadamente 65.658 km². A capital e maior cidade é Bunia. Foi desmembrada da antiga Província Oriental, pela Constituição de 2006.